# Слово (жанр)
Слово  в древнерусской литературе — наиболее употребительное заглавие сочинений, иногда заменяемое другими:  Сказание,  Повесть, Поучение. Иногда Слово опускается в заглавии, но подразумевается; например, Об Антихристе,  О письменех и т. п. Словами назывались в древнерусской литературе, как поучения и послания церковного характера, так равно и сочинения светского характера (например Слово о Полку Игореве). Доктор филологических наук Л.Г.Кайда считает, что жанр слова имеет прямую связь с появившимся в Европе в XVI веке жанром эссе (или даже оказал влияние на появление последнего). Внешняя близость слова и эссе — «в манере древних русских авторов размышлять над проблемами философии, религии, бытия. Близость внутренняя — в композиционно-речевой модели спонтанного развития мысли».
В настоящем списке указаны наиболее популярные анонимные слова, так как слова, принадлежащие известным авторам, упомянуты под именами этих последних. Слова и сказания исторические и апокрифические указаны только главнейшие (исторические притом — только такие, которые встречаются как отдельные статьи). Сначала перечислены сочинения, более устойчиво надписываемые Сказаниями, затем те, которые чаще озаглавливаются Словами. Жития святых, иногда называемые сказаниями и словами, здесь не указаны. Отдельные исторические сказания весьма часто вставлялись составителями летописных сводов в их труды.
Кроме вошедших в летописи, до нас дошло в рукописных сборниках большое количество благочестивых сказаний о монастырях, об особенно чтимых иконах. Наиболее замечательные из них:
- «Сказание о чудесах Владимирской иконы Божией Матери»[2], в составлении которого И. Забелин («Археологические известия и заметки», 1895, № 2) признает участие вел. кн. Андрея Боголюбского. Издание Импер. общества древней письм.
- «Сказание (Повесть) о явлении чудотворного образа пречистыя Богородицы на Тихвине» — изд. Имп. общ. люб. др. письм., 1888.
- «Сказание о явлении иконы пресвятой Богородицы во граде Казани».
- «Сказание об иконе Пресвятой Богородицы Одигитрия (Фёдоровския)».

Перечисление наиболее чтимых икон находим в «Росписи св. иконам разным явлениям Пресв. Богородицы нашея и присно Девы Мария в разных градех и местех и в разных годех», напечатанной Белокуровым в «Чтен. Общ. ист. и др.» (1893, 1); в этой Росписи находятся и краткие сказания об иконах.

## Слова о монастырях
Многие древние монастыри, начиная с Печерского, сохранили исторические сказания. Таковы, например,
- «Повесть о Псковском-Печерском монастыре», составленная в XVII в. (см. Ключевский, «Древнерус. жития святых», М., 1871, стр. 249, 415),
- «Сказание о Суздальском Спассо-Евфимиевском монастыре» (рукоп. Евф. мон.).

## Слова исторические
- «Сказание Афродитиана», см. «Сказание о Акире премудром и о сыне его Анадоне и о царствии царя Синагрифа» Алевицкого и Анзорского — повесть восточного происхождения, перешла в славянские литературы при посредстве греческой. Изд. во II вып. «Памятников стар. рус. литературы» Кушелева-Безбородка; исслед. А. Н. Пыпина, «Очерк стар. повестей и сказок русских» в «Учен. зап. акд. наук», 1856, кн. IV. Статьи А. Д. Григорьева в «Археологич. изв. и зам.», 1898, № 11-12, и в «Юбилейном сборнике В. Миллера» (М., 1900).
- «Сказание о белом клобуке» (издано в «Памятн. старин. рус. лит.», вып. I и отд. СПб., 1861). Составление его приписывается в рукописях Дмитрию греку-толмачу, которого посылал архиеп. Геннадий в Рим для составления расчёта пасхалий на 8-ю тысячу лет. Несомненно, что это сказание есть оригинальное новгородское сочинение, составленное с патриотической целью возвеличения Новгорода в противовес притязаниям Москвы. Белому клобуку усваивалось значение как бы символа автокефального епископа. Ср. заметку Н. М. Павлова в «Археологич. известиях и заметках» (1895, 4) и статью Д. Ф. Кобеко в «Известиях отд. рус. яз. Акад. наук», 1897, II, кн. 3, С. 617—619).
- «Сказание о Вавилонском царстве», византийского происхождения, касается преемственности власти над миром, полученной Византией от Вавилона; изд. во II вып. «Памятн. старин. рус. литер.» Кушелева-Безбородко, в «Летоп. русск. литер. и др.», Тихонравова, 1859-60, т. III, кн. 5. Исследования: А. Веселовского, «Отрывки византийского эпоса в русск. Повести о Вавил. царстве» (в III т. «Славян. сборника» 1876); И. Жданов, «Повести о Вавилоне и Сказание о князех Владимирских» (в кн. «Рус. былевой эпос», СПб., 1895); А. Веселовского, «Сказание о Вавилоне, скинии и св. Граале» («Изв. рус. отд. Акад. наук», 1896, т. I, кн. 4).
- «Сказание о великих князех Владимирских», по исследованиям И. Н. Жданова, явилось между 1480 и 1522 гг., то есть значительно позже тех событий, которые составляют главное его содержание (присылка греческим императором венца Владимиру Мономаху). Одна из редакций слова — «Послание о Мономаховом венце» — надписывается именем Спиридона-Саввы, современника вел. кн. Василия Ивановича. Составителем первоначальной редакции С. проф. Жданов считает Пахомия Серба. С. является документом большой политической важности, явившимся во время значительного усиления власти московских государей и принятия ими защиты православия после падения Византийской империи. См. И. Жданов, «Русский былевой эпос» (СПб., 1895, гл. 1: «Повести о Вавилоне и С. о князех Владимирских»; в прилож. помещено самое С.).
- «Сказание о двух старцах» — широко распространенный в Европе памфлет, рассказывающий о появлении в различных европейских городах двух старцев, которые предрекали конец света. На протяжении XVII—XVIII столетий сочинение многократно переводилось на русский язык и получило развитие в старообрядческой литературе (Публикация: Шамин С. М. «Сказание о двух старцах»: к вопросуо бытовании европейского эсхатологического пророчества в России //Вестник церковной истории. 2008. № 2(10). С. 221—248.).
- «Сказание об Индийском царстве, послание пресвитера Иоанна к императору Мануилу». Исследования: Н. Баталина (1879, из «Филол. зап.») и В. Истрина (М., 1893).
- «Иное сказание» занимает видное место в числе повествований о Смутном времени. Обыкновенно оно в рукописях следует за сказанием Авраамия Палицына. Присвоенное слову наименование «Иное» дано ему первым его издателем, И. Д. Беляевым («Временник Общ. ист. и древн. росс.», кн. XVI). С. распадается на следующие отделы:
  - повесть о времени Бориса Годунова и Самозванца,
  - собрание правительственных грамот о свержении самозванца и воцарении Шуйского
  - повествование о движении Болотникова
  - повесть о видении в Успенском соборе в 1606 г
  - летописные заметки, тождественные с Хронографом 2 ред., о взятии Тулы Шуйским и о событиях до избрания Михаила Фёдоровича
  - летописные заметки о времени царя Михаила до вступления на престол Алексея Михайловича

Сказание имеет характер самостоятельного литературного произведения. Оно вышло из среды братии Троицкого монастыря. Сказание издано в XIII т. «Русской исторической библиотеки». Оценка его дана С. Платоновым, в книге: «Древнерусские сказания и повести о смутном времени» (СПб., 1888).
- «Сказание краткое о подвигах инока Геннадия» — раскольничье сочинение из истории Выгорецкого монастыря. Как исторический источник, не всегда отличается достоверностью. Библиографические указания у П. Смирнова, «Внутренние вопросы в расколе в XVII в.» (СПб., 1898, стр. CXIX).
- «Сказания о Мамаевом побоище»:
  - Сказание летописное («Полное собр. русск. летоп.», IV, 75-83; VI, 90-98; VIII, 34-42). Как сказание чисто историческое, оно свободно от грубых анахронизмов и почти не заключает в себе народных и художественных элементов. Мамай представлен противником христианской веры. Преп. Сергию не приписывается той значительной роли, как в Поведании.
  - «Поведание (Сказание) о Мамаевом побоище» явилось не ранее конца XV в. Автор его, рязанец Софроний, был знаком с «Словом о Полку Игореве» и подражал ему.
  - «Задонщина или Слово о вел. кн. Димитрии Ивановиче и брате его кн. Владимире Андреевиче, како победиша супостата своего царя Мамая» — не всегда удачное подражание «Слову о Полку Игореве» (например: О Доне, Доне, быстрая река, прорыла еси горы и течеши в землю Половецкую, прилелей моего господина).

Поведание и Задонщина полны анахронизмов, преувеличений, и в художественном отношении стоят неизмеримо ниже «Слова о Полку Игореве». Разбор сказания в ст. С. Тимофеева (в «Журнале Мин. нар. просв.», 1885, № 8 и 9).
- «Сказание Мефодия Патарского о царстве языка последних времён» — известно было уже первоначальному летописцу. Сочинение апокрифическое, неправильно присвояемое Мефодию. См.
  - В. Истрин, «Откровение Мефодия Патарского и апокрифические видения Даниила» (М., 1897);
  - Лавров, «Апокрифические тексты» (СПб., 1899;
  - «Сборн. отд. Акад. наук», т. 67).
- «Сказание и беседа премудрого и чадолюбивого отца, предание и поучение сыну, снискательна от различных писаний богомудрых отец и премудрого Соломона и Иисуса сына Сирахова и от многих философ искусных муже о женской злобе»- напечатано по рукоп. Румянц. музея Костомаровым (в «Памятник. старинной русской литер.» вып. II). Списки указаны в прил. X к «Отчету» Имп. общ. любител. древней письм. за 1877 г.
- «Сказание о князьях русских» — встречается в хронографах и разнообразных сборниках. Изд. в «Изборнике» А. Попова (М., 1869). См. Лопарев. «Описание рук. Имп. общ. любит. древн. письменности» (I, 155).
- «Сказание о молодце и о девице» — памятник XVII—XVIII в., в диалогической форме. Это один из немногих дошедших до нас образцов «прохладной» простонародной литературы; он интересен особенно по своему языку; изд. X. Лопарёвым в «Памятник. древн. письм.» (1894, № 99).
- «Сказание о птицах небесных» (в иных списках: «Совет птичий», «Сказание о птицах», «Слово о птицах») — памятник народно-сатирический, встречающийся в рукописях сравнительно поздних (XVII—XVIII в.), хотя по языку и некоторым указаниям он может быть отнесен ко времени более раннему. Подобные сказания известны и в других литературах, не исключая древних и восточных. Птицы собираются на совет, и каждая из них говорит о своих свойствах. Птицы великие гордятся своей силой и властью; птицы малые находятся в рабском подчинении у великих, выражая лишь изредка свой протест. Малым птицам остается утешение — вера и сознание, что и великим птицам не уйти суда Божия (ср. «ни хитру, ни горазду, ни птицю горазду суда божия не минути» в «Слове о полку Игореве»). Заморские птицы отвечают на запрос русских птиц, что за морем все птицы большие, все птицы меньшие, то есть все равноправны. Сказания о птицах изучены и изданы X. Лопаревым в «Памятниках древн. письм.» (1896, № 116). См. И. Франко в «Записках товарищ. Шевченка», 1897, т. XXX).
- «Сказание о распрях на Керженце» — известно в двух редакциях и издано в «Матер. для ист. раскола», т. VIII. В слове излагается история распри, происходившей в конце XVII в. по поводу писем Аввакума, в которых он полемизировал против Фёдора по догматическим вопросам. Эти «спорные письма» Аввакума отвергаются многими расколоучителями. Библиографич. указания у П. Смирнова: «Внутренние вопросы в расколе в XVII в.» (СПб. 1898, стр. XCVI-XCIX).
- «Сказание и повесть, еже содеяся в царствующем граде Москве, и о расстриге Гришке Отрепьеве и о похождении его» — сохранилось в двух редакциях: пространной и сокращённой. Слово состоит из набора отдельных известий. Более достоверным является начало, дающее, например, точные хронологические показания о смерти некоторых Шуйских. Рассказ о появлении и приключениях Самозванца в Польше носит легендарный характер; он отличается и по языку, удержавшему кое-какие полонизмы. Рассказ о действиях Самозванца в Москве основан на официальных и других данных, не всегда достоверных и точных. Издано в XIII т. «Русск. историч. библиотеки»; оценка его — в вышеуказанной книге С. Платонова.
- «Сказание о Самозванце» (точнее: «О изведении царского семени, и о смятении земли, и о прелести некоторого расстриги чернеца…»), относимое в середине XVII в., издано С. Ф. Платоновым в «Памятн. древн. письм.» (1895, № 109). Заключает в себе некоторые оригинальные подробности (например об устроенном Самозванцем аде, под которым одни разумеют театр, другие — подвижную крепость).
- «Сказание о Сивилле пророчице» — апокриф, обыкновенно заключающий в себе предсказания о рождении и учении Христа, о распространении христианства и падении иудейства, также о кончине мира, о появлении Антихриста. Эти предсказания даются царю Соломону. См. А. Веселовский, «Опыты по истории развития христианской легенды» («Журнал Министерства народного просвещения», 1870, ч. 178 и 179); Е. Карский, «Западно-русск. сказание о Сивилле пророчице по рукоп. XVI в.» (Варшава, 1898, из «Варш. унив. изв.», 1898). Сказание о Сивилле пророчице изд. в галицком журн. «Жите и слово» (1895, I).
- «Сказание о Соломоне» (апокриф) — изданы в III вып. «Памятн. стар. рус. литер.», в I т. «Памятников отреченной литер.» Тихонравова и др. История развития сказаний о Соломоне рассмотрена обстоятельно в соч. Веселовского: «Из истории литер. общения Востока и Запада» (СПб., 1872). Ср. его же «Новые данные к истории Соломоновских сказаний» (в XL т. «Зап. Акд. наук», 1881); Ф. Кудринский, «Сказание (малорус.) о царе Соломоне» («Киев. старина», 1897).
- «Сказание о страстях Господних» — исследовано Ф. Булгаковым (в «Памятн. древн. письм.», 1878-79) и С. Соловьевым («Историко-литер. этюды. К легендам об Иуде предателе», Харьков, 1895).
- «Сказание о табаке» («Сказания от книги, глаголемыя Пандон, о хранительном былии, мерзком зелии, еже есть траве табаце, откуду бысть, и како зачатся, и рассеяся по вселенней, и всюду бысть») — русское сочинение XVII в.; издано во II вып. «Памятн. стар. рус. литер.» Кушелева-Безбородка. Легенда довольно нелепая по содержанию и форме.
- «Сказание о святынях Царьграда», изданное Л. Н. Майковым под загл. «Беседы о святынях Царяграда» (СПб., 1890), вызвало статьи Г. С. Дестуниса («Журн. Мин. нар. просв.», 1890, № 9), И. Е. Троицкого («Визант. временник», 1894, т.1), Д. Ф. Кобеко («Известия рус. отд. Акад. наук», 1897, II, кн. 3, 611—628; кн. 4, 1037—1042), X. M. Лопарева (там же, 1898, III, кн. 2). Сказание очень важно для уяснения топографии Константинополя.
- «Сказание о создании церкви св. Софии в Царьграде» — основано на греческих источниках. Появление его относят ко времени до 1200 г. Издано, с предисловием К. Герца и Ф. Буслаева, в «Летопис. русской литерат. и древн.» Тихонравова (1859, т. II), затем архим. Леонидом в «Памятниках древней письменности» (СПб., 1889, № 78). Этим сказанием пользовался паломник еп. Антоний; ср. «Книга паломника Антония архиепископа новгородского» (под редакцией X. Лопарева, «Православный Палестинский сборник», СПб., 1889, вып. 51).
- «Сказание о Царьграде, от кого создан бысть, и почему назвася Византия и от кого прозвася Царьград» — сходное с помещённым в Воскресенской летописи, издано под ред. В. Яковлева (в книге «Сказания о Цариграде», СПб., 1868). Кроме слова, в этой же книге помещены четыре повести о Царьграде.
- «Сказание о царстве государя и вел. кн. Феодора Иоанновича» — компилятивное сочинение; основано на Милютинском житии царевича Димитрия и других повестях. Многие подробности баснословного характера; исторического значения сказание не имеет. Издано в XIII т. «Русской историч. библиотеки».
- «Сказание о Щилове монастыре, иже в великом Новегороде» — издано (по двум редакциям) в «Памятник. стар. русск. литерат.», вып. I. Относится, вероятно, к XIV в. Оно направлено против резоимания (ростовщичества). Особая редакция его издана в I т. «Опис. рукоп. Общ. любит. древн. письм.» (стр. 3 0 2-308). См. Петухов, «Очерки из литерат. истории синодика» (СПб. 1895, стр. 147—149).
- «Сказание о явлении и о сотворении честного и животворящего креста Господня что в Муромском уезде на реке на Унже» — издано в «Памятн. стар. рус. литер.» Кушелева, вып. I (под заглавием «Легенда о Марфе и Марии»). Исследование Буслаева в «Летоп. рус. литер. и древн.» (т. III, кн. 5).

## Слова против языческих верований и обрядов
Слова и поучения, направленные против языческих верований и обрядов (числом 7, в том числе Слово некоего христолюбца и ревнителя по правой вере, из Паисиева сборника XIV в.), изданы Тихонравовым в «Летоп. рус. литер. и древн.» (1862, т. IV). Новое издание ряда подобных поучений в III вып. «Памятн. древнерусской церк.-учительн. литературы», А. Пономарева.

## Поучения
- «Слова на господские праздники» (числом 12), находящиеся в древних списках Пролога, «суть весьма краткие и простые поучения, которые отчасти говорят о значении праздников, отчасти предлагают нравоучение слушателям, заимствованное от сего значения» (Е. Голубинский). О них см. митр. Макарий, «История рус. церкви» (т. III); Е. Петухов, «Материалы и заметки по древней литер.» (Киев, 1894).
- «Слова на неделе Постной Триоди», находящиеся в «Златой Цепи» XIV в. и Сборнике Царского (Уварова) XIV в. — русские сочинения домонгольского времени. Изданы (отчасти) в ст. А. Горского: «О древних словах на св. Четыредесятницу» («Прибавл. к твор. свв. отцов», ч. XVII), отчасти в Златоусте Почаевской печати 1795 г.
- «Слова на поучение ко всем крестьянам» (то есть христианам) сохранились в «Златой Цепи» XIV в. (рук. Троицкой лавры) и друг. списках. Всех слов 8: о князех, о друзех, о страсе, о челяди, о тайне, о снех, о смирении, о храборьстве. Митр. Макарий приписывает их еп. Сарскому Матвею, арх. Филарет — митр. Кириллу I (1222—1233). Ко времени домонгольскому относят их И. Срезневский и Е. Голубинский. Ни в одном из 8 слов нет упоминания о татарах. Изд. в «Москвитянине» (1851, кн. 2) и в «Историч. христ.» Буслаева.
- «Слово в неделю всех святых» (рукопись Румянц. музея) несправедливо приписывается митроп. Клименту, XII в. Издано в кн. Никольского: «О литературных трудах Климента Смолятича» (СПб., 1892).
- «Слово в субботу сыропустную» (известное в рукоп. Румянц. музея) приписывается без убедительных доказательств митр. Клименту, XII в. В нём ублажается убитый в 1147 г. князь Игорь. О древности поучения свидетельствует выражение: «новопросиявшая в Руси Печера». Изд. в кн. Н. Никольского, «О литературных трудах Климента Смолятича» (СПб., 1892).
- «Слово и откровение св. апостолов» — издано Ф. И. Буслаевым в «Летоп. рус. литер. и древност.» (т. III, 3-6). Оно направлено против почитания ложных богов (Перуна, Хорса, Дыя, Траяна и иных). Архиеп. Филарет относит слово ко времени домонгольскому.
- «Слово на перенесение мощей преславнаго Климента, историческую имуще беседу», представляет эпизодический материал для истории Крыма в IX в. Самое слово относит обретение мощей к 861 г. Автором его мог быть св. первоучитель славянский Кирилл, участвовавший в открытии мощей св. Климента и составивший похвальное ему слово на греческом языке. Кем сделан перевод этого слова (самим Кириллом, Мефодием или другим лицом) — сказать трудно. Во всяком случае это слово — один из древнейших и замечательных памятников славянской письменности. Изд. в «Кирилло-Мефодиев. сборнике» (М., 1865), а в отрывке — X. Лопаревым в I т. «Описания рукописей Имп. общ. любит. древней письменности» (1892, стр. 42-45).
- «Слово на перенесение мощей святаго отца нашего Николая, архиепископа Мирскаго, в Бар граде» — памятник русской литературы конца XI в. Источники его, вероятно, были греческие и перешли на Русь из итальянских и греческих монастырей. Изд. И. Шляпкиным в «Памятн. древн. письм.» (1881, X). Одновременно со словом появилось житие Николая и описание его чудес, последнее принадлежит русскому автору. Таковым архим. Леонид признает Ефрема, еписк. Переяславского, правившего Киевской митрополией с 1091 по 1096 г. и установившего чествование памяти св. Николая («Памятн. древн. письм.», 1887, № 72). Быть может, Ефрему принадлежит и слово на перенесение мощей.
- «Слово некоего христолюбца и ревнителя по правой вере» относится, по всей вероятности, ко времени домонгольскому. Оно указывает на двоеверие русских, продолжающих почитать Перуна и других богов и совершающих им моления; автор обличает бесовские игры, «еже есть плясание, гудение, песни мирские». Изд. Н. Тихонравовым в «Летопис. русск. литературы и древн.» (т. IV) и Ф. Буслаевым в «Исторической хрест.».
- «Об Антихристе и тайном царстве его» — весьма важный источник для первоначальной истории раскола. В одних списках приписывается священномученику Феоктисту, бывшему в изгнании в Соловецком монастыре и умершему там при Никоне; в других — Спиридону. См. П. Смирнов, «Внутренние вопросы в расколе в XVII в.» (СПб., 1898). Слово писано как ответное послание, при Алексее Михайловиче, человеком, пользовавшимся большим авторитетом в расколе; оно отмечает некоторые нестроения и распри в самом расколе. Издано впервые Смирновым.
- «Слово о бражники како вниде в рай» (в иных списках, общ. люб. др. письм. Q XVIII: «О пьянстве») — повесть, защищающая пьянство; издана в «Памятник. старин. русс. литер.» Кушелева-Безбородка (вып. II).
- «О буквах сиречь о словах» — издано М. Петровским в «Памятн. древн. письменности» (СПб., 1888, № 73).
- «Слово о Варваре разбойнице, како приведе его Бог на покаяние» — славянский перевод греческого жития, издан X. Лопаревым в I т. «Описания рукописей Имп. общества любителей древней письменности». Исследование жития у И. Н. Жданова, «Русский былевой эпос» (СПб., 1895). Пространное житие св. Варвара издано у А. Яцимирского, «Из славянских рукописей» (М., 1898).
- «Слово о властелях и судиях, емлющих мзду и неправду судящихся» — признаётся за русское сочинение. См. Розенкампф, «Обозрение Кормчей»; Востоков, «Описание рукописей Румянц. музея».
- «Слово о вере христианской и жидовской» — издано Тихонравовым в «Летоп. русс. литер, и древн.».
- «Слово о Димитрии купце, зовом по реклу Басарге» — издано в II вып. «Памятников стар. русс. литературы» Кушелева-Безбородко. Явилось под влиянием греч. источников. Исслед. А. Пыпиным в его «Очерке стар. повестей и сказок русс.» (1858).
- «Слово и дивна повесть Динары царицы Иверскаго властодержца Александра, како победи Перского царя Адрамелеха». Изд. во II вып. «Памятн. старин. русс. литер.» Кушелева-Безбородка; исслед. Пыпиным в «Очерке литер. истории стар. повестей и сказок русс.» (1858).
- «Слово о женах злых и самовольных» — перевод приписываемого Иоанну Златоусту «Слова на усекновение главы Иоанна Предтечи». Пользовалось большой популярностью в старой русской письменности, вызывая даже подражания (например рус. слово «На праздник Иоанна Предтечи о женах», в рукоп. XVI в. Троицкой лавры). Оказало влияние на одну из редакций «Моления» Даниила Заточника, в которой встречаются дословные обильные цитаты из него. Издано вместе с греческим текстом и несколькими русскими подражаниями «о злых женах» в ст. М. Сухомлинова «О псевдонимах в древней русской словесности» (IV т. «Известий II отдел. Акад. наук» и отд. СПб., 1855). Воспроизведено по рукоп. XV в. в издании Имп. общества люб. древн. письм. (1877, № 10).
- «Слово (повесть) о премудрых жёнах» («Како жена мужа прелукавила», «Како баба диавола обманула» и т. п.) — изд. А. Н. Афанасьевым в «Летоп. русс. литер. и древн.» (1863, т. V). Таких слов много в польских фацециях, переведённых на русский язык. Несколько их издано Ф. Булгаковым в «Памятн. древн. письмен.» (1878-1879).
- «О знамениях небесных» — издано в «Библиографич. материалах» А. Н. Попова (М., 1881, № XII).
- «Слово о великом Иоанне, архиепископе великаго Новгорода, како был во единой нощи из Новагорода в Иерусалим град и паки возвратися в великий Новгород тояже нощи» — легенда, свидетельствующая о власти святителя над диаволом, который уносил на себе Иоанна в Иерусалим и привёз его обратно. Изд. в I вып. «Памятник. стар. рус. литер.» Кушелева-Безбородко.
- «Слово о лжи и клевете» — издано М. Сперанским в «Библиографических материалах» А. Попова (М., 1889). В рукописи (XIV в.) оно приписано Иоанну Златоусту, но на самом деле является сокращением русского «Поучения о спасении души». Изд. А. Поповым в «Первом прибавлении к описанию рукоп. Хлудова».
- «Слово о некоем купце» — новгородского происхождения, издано по рукописи XVII в. в I вып. «Памятник, стар. русс. литер.». В слове рассказывается о разрешении Богородицы воспользоваться ризой её иконы, данной этому купцу.
- «Слово о некоем старце» — несколько загадочное сочинение, написанное или переписанное в 1640 г. Оно заключает в себе рассказ о действительном событии — пленении в Крыму черкашенина (малоросса) Сергия Михайлова — и фантастическое сказание о пути из Крыма в Константинополь, Иерусалим и Египет. Слово найдено и издано X. Лопаревым в «Сборнике отд. русского языка Акад. наук» (СПб., 1890).
- «Слово о немеческом прельщении, како научи их Гугнивый Пётр ереси» — направленное против латинян; без сомнения, греческого происхождения, хотя греческий источник пока не найден. Встречается (в разных редакциях) в Толковой Палее, в хронографе первой редакции, в Первоначальной Летописи; вошла также в слово Феодосия против латинян. Пётр Гугнивый — личность легендарная. См. А. Попов, «Обзор полемических соч. против латинян» (М., 1875); А. Павлов, «Критич. опыты по истории древнейшей греко-русск. полемики» (СПб., 1878); А. Яцимирский, «Из славянских рукописей» (М., 1898).
- «О писменех» — сочинение черноризца Храбра, древнейшее свидетельство об изобретении славянской азбуки. Изд. Ягичем в I т. «Исследований по рус. языку» (СПб., 1895).
- «Слово о погибели Русской земли» — памятник XIII в. Дошло до нас только в небольшом отрывке, представляющем начало слова. Судя по началу, представляло собой прекрасный памятник древней русской письменности, свидетельствующий о том, что знаменитое Слово о Полку Игореве было не единственным эпическим литературным произведением, отразившим в себе современное народное самосознание и сохранившим некоторые черты народной поэзии. Найдено и издано X. Лопарёвым в «Памятниках древн. письм.» (1892, № 84). Ср. И. Жданов, «Рус. былевой эпос» (СПб., 1895).
- «Слово о посте велицем и о Петрове говенье и о Филиппове» — арх. Филаретом признаётся за русское сочинение. Направлено против чародейства, волхованья и т. п. Изд. в «Правосл. собеседнике» (1859, № 3).
- «Слово о правой вере Иоанна Дамаскина в переводе Иоанна экзарха болгарского» (рукопись синодальной библиотеки XII в.) — один из важнейших памятников славянской письменности. См. Калайдович, «Иоанн, экзарх болгарский». Изд. в «Чтениях Общ. истории и древн.» (1877, IV).
- «Слово о пресвитере Тимофее, впавшем в тяжек грех» — относится ко времени царя Иоанна Грозного. Это одно из самых трогательных, исполненных драматического элемента повествований в древней русской литературе написано простым, но сильным языком, по всей вероятности современником рассказанного происшествия. Издано в I вып. «Памятников старин. рус. литер.» Кушелева-Безбородко.
- «Слово о рожении князя Михаила Васильевича» (Скопина Шуйского) написано современником; автор знает имена действующих лиц и сохранил много мелких подробностей. Рассказ о погребении Скопина носит на себе черты книжного эпического творчества; рассказ об отравлении и смерти князя сохранил старинную былину даже с соблюдением её стихотворного склада. Оценку слова см. у С. Платонова: «Древн. рус. повести и сказания о Смутн. времени» (СПб., 1888).
- «Слово о русальях» — повесть легендарного характера, приписывается в рукописях св. Нифонту, еп. Новгородскому XII в. Изд. в I вып. «Памятн. старин. рус. литер.» Кушелева-Безбородко, под заглавием: «О бесовском князе Лазионе».
- «Слово о среде и пятке», встречающееся в «Измарагде» позднейшей редакции, решает волновавший русскую церковь ещё в XII в. вопрос о почитании этих дней. Важный материал для истории народных суеверий. Исследования Порфирьева, издавшего слово в «Правосл. собесед.» (1859, № 2), и Веселовского («Опыты по ист. развития христианск. легенды», «Журн. Мин. нар. просв.», 1877, февр.). Предполагают, что слово явилось в Новгороде в конце XV в., во время распространения ереси жидовствующих. А. Карнеев, «Вероятный источник слова о среде и пятке» («Журн. Мин. нар. просв.», 1891, № 9).
- «Слово о христолюбивом купце» — издано Костомаровым в I вып. «Памятн. старин. рус. литер.» (легенда об умерщвленном младенце).
- «Слово похвальное св. Клименту Римскому, сказанное при обновлении Десятинной церкви в Киеве, в которой находились мощи святого». Слово, по отзыву проф. Голубинского, «очень хорошее, дающее подозревать в авторе настоящего оратора, в роде Кирилла Туровского». Издано, не вполне, в «Киевлянине» (М., 1850) и в III ч. «Ист. церкви» Макария. Относится к домонгольскому периоду.
- «Слово похвальное на перенесение святых страстотерпец Бориса и Глеба» XII в.; проповедник (нам неизвестный) скорбит о братоубийственных войнах князей, особенно о призывании ими на помощь «поганых» и о нарушении младшими князьями крестного целования. Издано X. Лопаревым в «Памятник. древн. письменности» (1894, № 98); исследование о нём П. Голубовского в I т. «Трудов Археографической комиссии Московск. археологического общества» (1898).
- «Слово (притча) о хмеле» — шутливое сочинение русского происхождения; напечатано во II вып. «Памятник, стар. русс. литер.». О царствии небесном и о воспитании чад — издано Е. В. Петуховым в «Памятн. древн. письм.» (1893, № 93). См. Платонов, в «Ж. М. Н. Пр.», 1893.
- «Слово о святом патриархе Феостирикте»; основано на греческих источниках, быть может, даже переведено с греч. Патриарх Феостирикт — лицо вымышленное. Изд. X. Лопаревым в «Пам. древней письм.» (1893, № 94).